# Humpolec

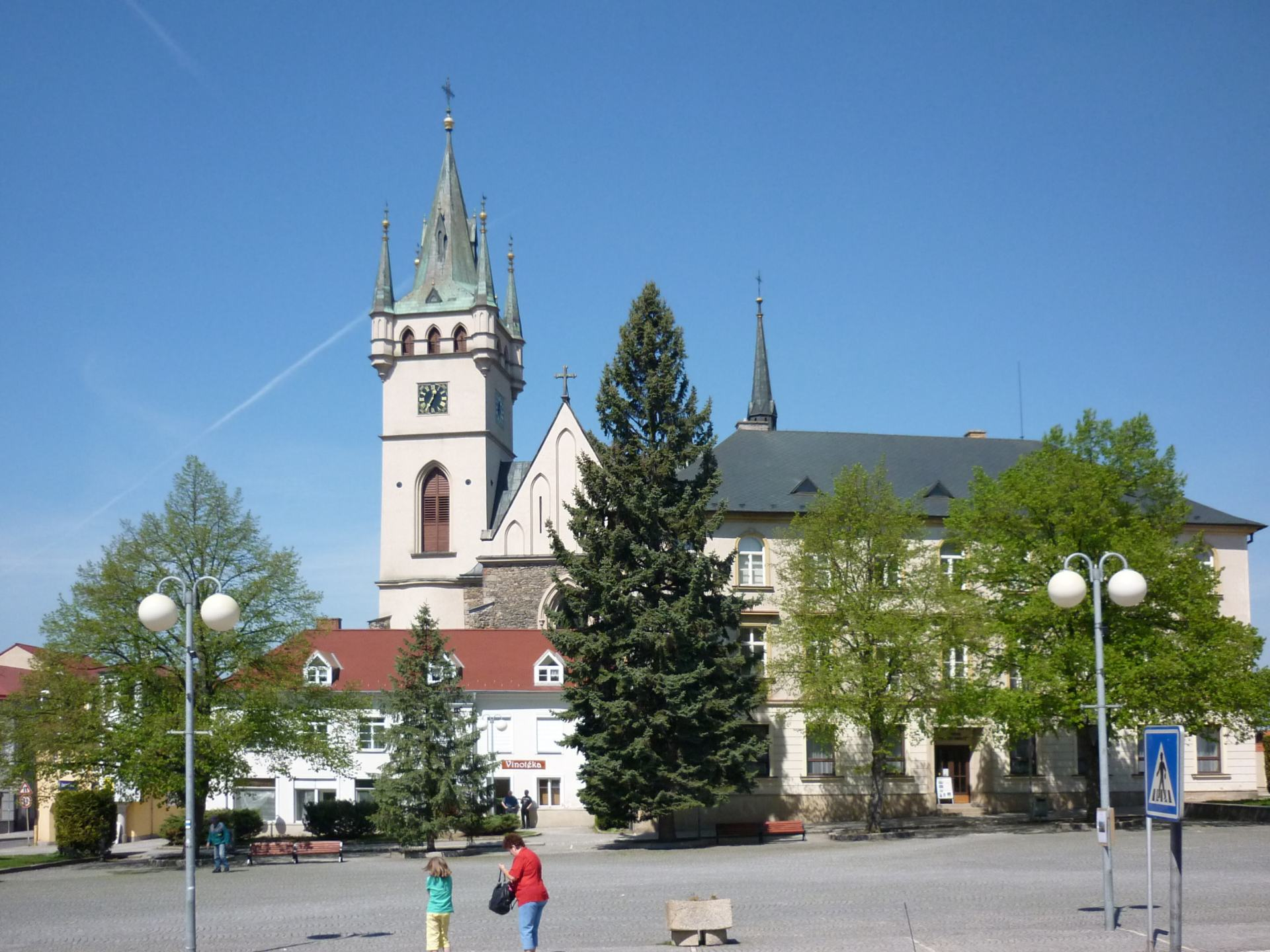
Horní náměstí mit Kirche St. Nikolaus

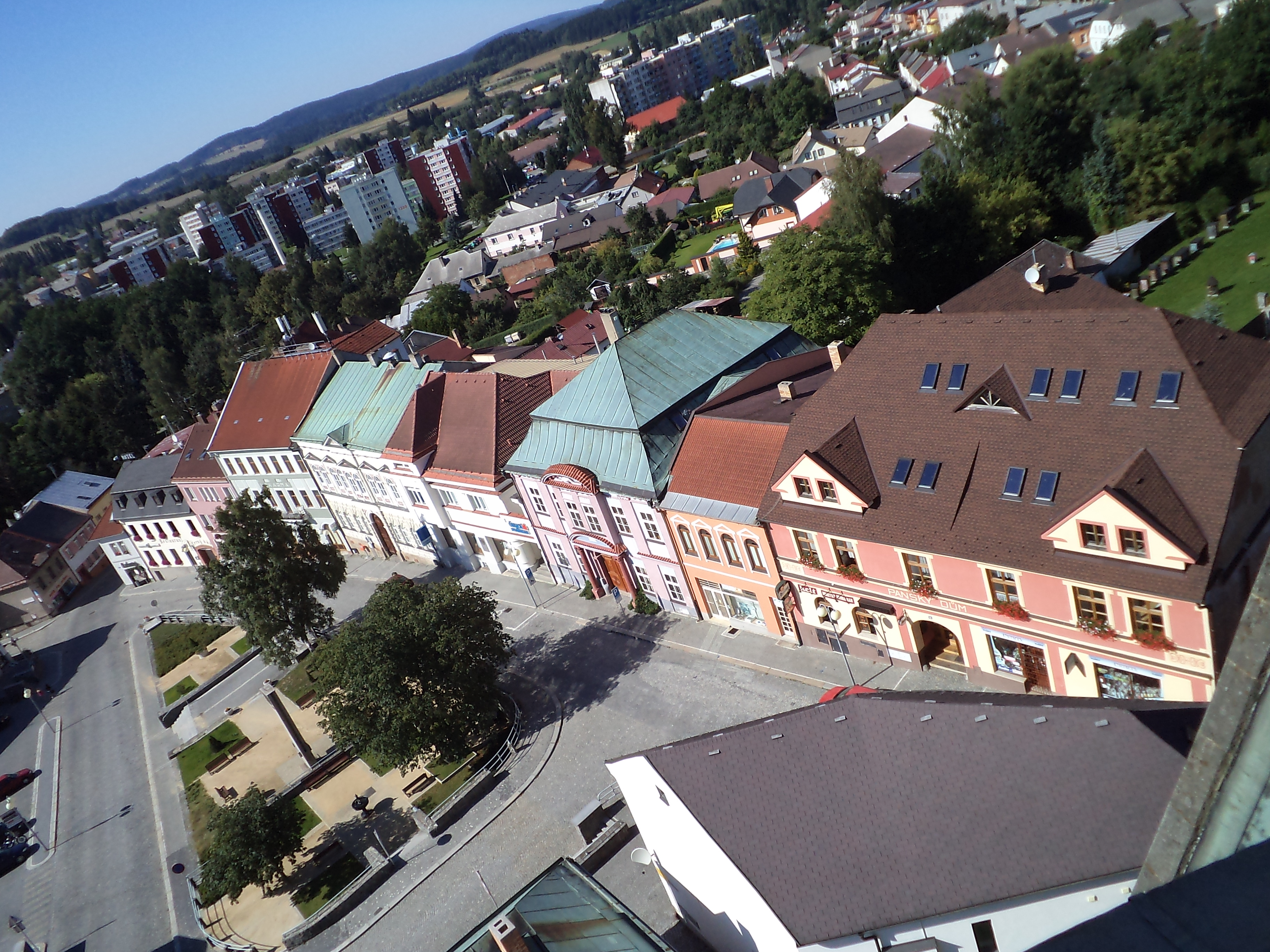
Dolní náměstí

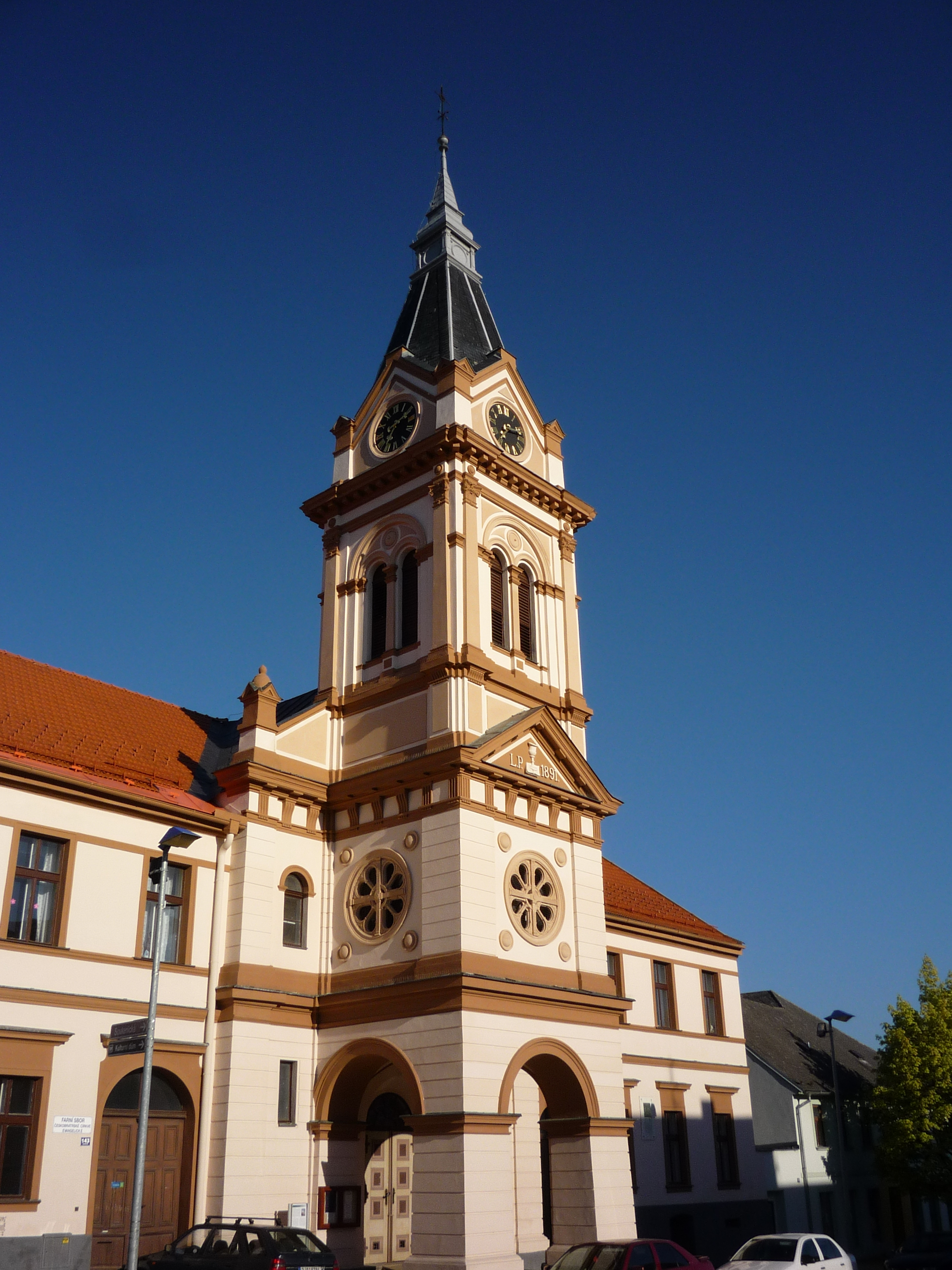
Evangelische Kirche

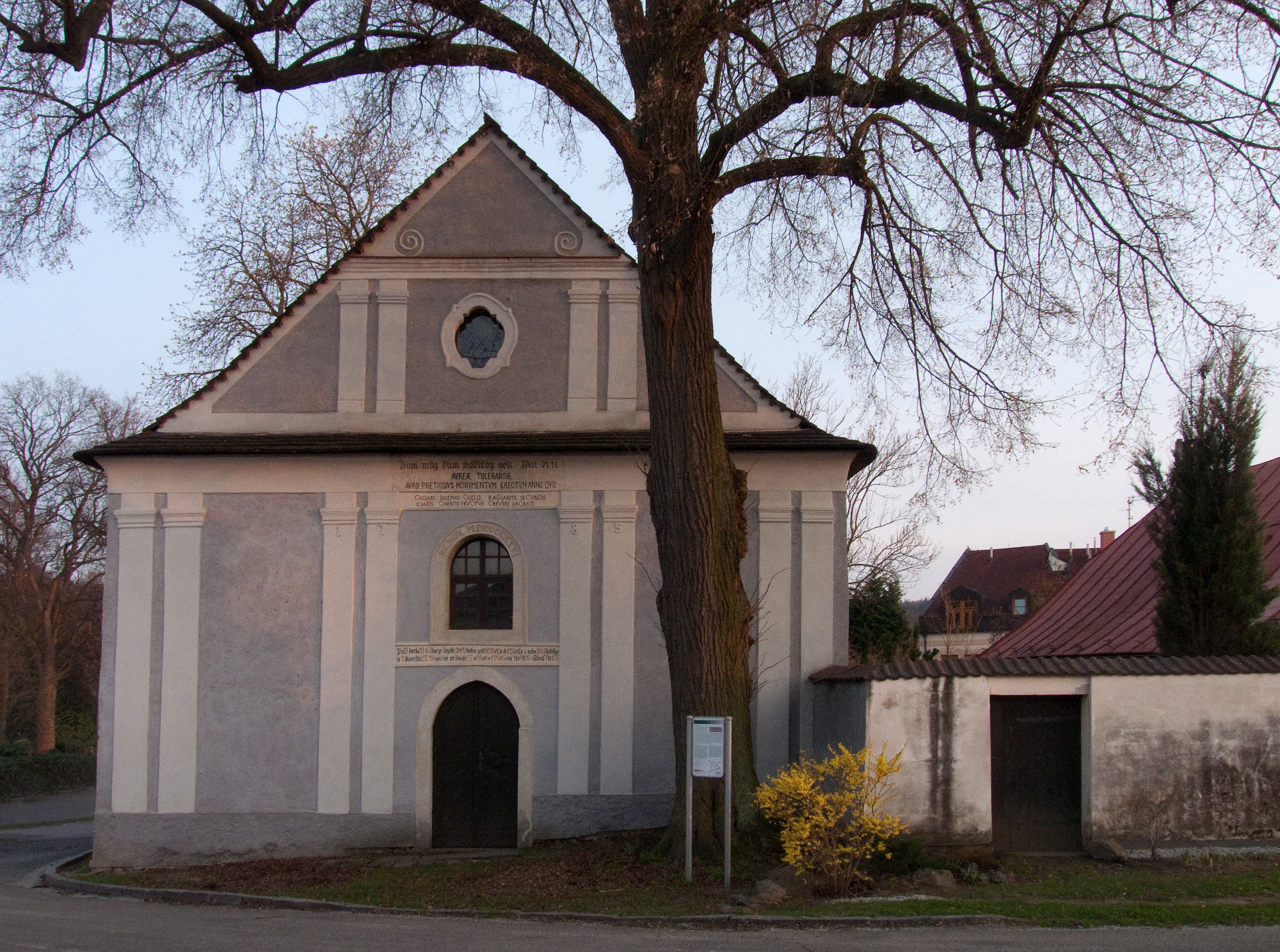
Evangelische Toleranzkirche

Humpolec (deutsch Humpoletz, 1939–1945 und im Mittelalter auch Gumpolds) ist eine Stadt in Tschechien am Nordwestrand der Böhmisch-Mährischen Höhe (tschechisch Českomoravská Vrchovina) und liegt südöstlich von Prag etwa auf halbem Weg nach Brünn. Humpolec hat etwa 11.000 Einwohner. Die Stadt ist Mitglied der Mikroregion Zálesí.

## Geschichte
Humpolec entstand als Wachplatz mitten im grenznahen Gebiet auf dem Handelsweg von Prag nach Mähren. Die erste schriftliche Erwähnung stammt aus dem Jahr 1178. In diesem Jahr schenkte König Ottokar I. den Ort Soběslav II. Die Stadt wurde vom Deutschen Ritterorden übernommen und gehörte bis 1325 dem Kloster Želiv, danach dem Orden der Kreuzherren mit dem Roten Stern. Weitere Eigentümer waren die Herren  von Lipá und später von Dubá, von Leskovec und von Říčan.
Zur Zeit der Hussitenkriege war das Gebiet Anhänger der Kalixtiner. Auf dem nahen Berg Melechov fanden die Versammlungen statt. Die arme Gegend wurde durch die Kriegszüge gegen die Aufständischen durch Kaiser Sigismund von Luxemburg schwer bestraft. Nach der Schlacht am Weißen Berge wurden die drei Christoph Karl von Ruppau gehörigen Herrschaften Herálec, Humpolec und Manětín konfisziert. Die kaiserliche Kammer verkaufte Herálec und Humpolec 1623 an Philipp d. Ä.  zu Solms-Lich. Nachfolgende Besitzer waren die Herren von Kirchner, von Gastheim, von Metternich, von Regal, von Deblin und von Neffzern. Unter der Herrschaft der Letzteren erlebte die Stadt einen Aufschwung, vor allem durch das Verdienst des Jakob von Neffzern, der hier den Kartoffelanbau einführte. 1783 entstand ein protestantisches Toleranzbethaus. Unter dem letzten Eigentümer Graf Wolkenstein-Trostburg wurde Humpolec 1807 für ewige Zeiten zur freien Stadt ausgerufen.
Im Jahre 1840 bestand die im Caslauer Kreis an der Kreuzung der Chausseen von Roth-Řečitz nach Deutschbrod und von Iglau nach Ledetsch gelegene Schutzstadt Humpoletz aus 437 Häusern, in denen 3943 Personen, darunter 56 protestantische und 34 jüdische Familien lebten. Mit Ausnahme der 29 Judenhäuser (280 Personen) und elf Christenhäusern, die der Herrschaft Heraletz direkt untertänig  waren, stand die Stadt unter der Gerichtsbarkeit eines städtischen Magistrats. Unter dem Patronat der Herrschaft standen die katholische Pfarrkirche St. Nikolaus, die Pfarrei und die Schule. Außerdem gab es in der Stadt ein protestantisches Bethaus, eine Synagoge, eine protestantische und eine jüdische Schule, ein herrschaftliches Bräuhaus, ein herrschaftliches Branntweinhaus, ein städtisches Rathaus, ein städtisches und ein jüdisches Spital, eine bürgerliche Apotheke Zum Weißen Engel, eine Mühle, die Bauwollwarenfabrik Abraham Arnsteiner, zwei Einkehrhäuser Zum Goldenen Hering und Zum Weißen Löwen sowie 16 weitere Wirtshäuser. Nach Humpoletz konskribiert waren die Mühle Dusilow (Dusilov) mit einem Tuchmacherhaus, zwei einschichtige Schönfärbereien, eine einschichtige Wasenmeisterei, ein einschichtiges Fleischhauerhaus sowie zwei einschichtige Tuchmachereien (4 Häuser). Die Stadt besaß Privilegien für drei Jahrmärkte sowie Wochenmärkte. Humpoletz war katholischer Pfarrort für Čegow, Kamenitz (Kamenice), Swietlitz (Světlice), Roskosch (Rozkoš), Wilhelmau (Vilémov), Plačkow (Plačkov), Duby (Dubí), Mikulassow (Mikulášov) und Bystry. Das protestantische Bethaus gehörte zum Seniorat Trnawka.
Während des Revolutionsjahres 1848 wurde eine Nationalgarde gegründet; zum Abgeordneten im Reichsrat wurde Karel Havlíček Borovský gewählt.
Nach der Aufhebung der Patrimonialherrschaften wurde die Stadt ab 1849 Sitz des Gerichtsbezirkes Humpoletz. Ab 1868 gehörte Humpoletz zum Bezirk Deutschbrod.  Am 1. Juli 1910 wurde die Stadt zur Bezirksstadt des neuerrichteten Bezirk Humpoletz. Im Zuge der Gebietsreform von 1960 und der Aufhebung des Okres Humpolec wurde Humpolec dem Okres Pelhřimov zugeordnet.  Im 13. bis 15. Jahrhundert wurde im Ort Silber gefördert, und seit dem 15. Jahrhundert besteht im Ort auch eine Tuchweberei, die noch heute tätig ist. Im 19. Jahrhundert wurde die Stadt auch „Böhmisch Manchester“ genannt. Außerdem besteht seit 1597 in Humpolec die Brauerei Bernard.

## Stadtgliederung
Die Stadt Humpolec besteht aus den Ortsteilen Brunka, Hněvkovice (Hniewkowitz), Humpolec (Humpoletz), Kletečná (Kletetschna), Krasoňov (Krasionow), Lhotka, Petrovice (Petrowitz), Plačkov (Platschkow), Rozkoš (Roskosch), Světlice (Swietlitz, älter Lichtenfeldt), Světlický Dvůr (Swietlitzer Hof) und Vilémov (Wilhelmau).
Grundsiedlungseinheiten sind Brunka, Hněvkovice, Humpolecké Hadiny, Humpolec-střed, Kletečná, Krasoňov, Lhotka, Nad nemocnicí, Panský vrch, Petrovice, Plačkov, Pod Dálnicí, Pod tratí, Pod Trucbabou, Podhrad, Polesí Čerňák, Průmyslový obvod, Rozkoš, Světlice, Světlický Dvůr, U sokolovny, V lukách, Vilémov und Zemanovsko.
Das Gemeindegebiet gliedert sich in die Katastralbezirke Hněvkovice u Humpolce, Humpolec, Kletečná u Humpolce, Krasoňov, Lhotka u Humpolce, Petrovice u Humpolce, Plačkov, Rozkoš u Humpolce, Světlice und Vilémov u Humpolce.

## Städtepartnerschaften
- Münsingen, Schweiz

## Sehenswürdigkeiten
- Kirche des Hl. Nikolaus von 1233
- Evangelische Kirche
- evangelische Toleranzkirche
- Burgruine Orlík auf dem Rozkoš
- Jüdischer Friedhof und Synagoge – aus der Geschichte der Jüdischen Gemeinde von Humpolec
- Bernard Aussichtsturm

## Persönlichkeiten
- Jan Želivský (um 1380–1422), Führer der Prager Armenbewegung
- Emanuel Heinrich Komers von Lindenbach (1810–1889), österreichischer Jurist und Politiker, Justizminister
- Anton Emanuel von Komers (1814–1893), Agrarfachmann
- Adolf Klein (1844–1916), österreichischer Bankier und Industrieller
- Gustav Mahler (1860–1911), Komponist
- František Hamza (1868–1930), Schriftsteller und Erzähler
- Aleš Hrdlička (1869–1943), böhmischer Anthropologe
- Felix Grafe (1888–1942), österreichischer Lyriker
- Artur Mandler (1891–1971), tschechischer Schachkomponist
- Jindřich Honzl (1894–1953), Regisseur des „Befreiten Theaters“
- Jan Zábrana (1931–1984), Dichter und Schriftsteller
- Ivan Martin Jirous (1944–2011), tschechischer Schriftsteller